# 溴化锡
四溴化锡是一种无机化合物，化学式 SnBr4。 它是一种无色的低熔点固体。 
SnBr4 可以由溴和锡在室温下直接合成：
Sn + 2Br2 → SnBr4
在水溶液中， Sn(H2O)64+ 的 6 个水配体中，可以有 0-6 个溴离子配体 (e.g. Sn(H2O)64+， SnBr(H2O)53+) 在碱性溶液中， Sn(OH)62− 离子会在溶液中产生。
SnBr4 形成 1:1 和 1:2 配合物，例如和三甲膦反应，形成 SnBr4.P(CH3)3 和 SnBr4.2P(CH3)3。

SnBr4 会结晶成单斜晶系的晶体，其中的 SnBr4 单元有着扭曲四面体型结构。